# آرفيند فيكتور شاه
آرفيند فيكتور شاه هو أكاديمي ومخترِع ومدرس سويسري، ولد في 4 ديسمبر 1940 في مومباي في الهند.